# Ricardo Velho
Pour les articles homonymes, voir Velho.
Mário Ricardo da Silva Velho, plus simplement connu sous le nom de Ricardo Velho, né le 20 août 1998 à Vila Nova de Famalicão, est un footballeur portugais qui évolue au poste de gardien de but au SC Farense.

## Biographie

### Carrière en club
Né à Vila Nova de Famalicão en Portugal, Ricardo Velho est formé par le SC Braga, où il commence sa carrière professionnelle en championnat du Portugal de deuxième division au sein de l'équipe reserve, avec laquelle il joue son premier match le 23 août 2017.
En juillet 2020, il est transféré au SC Farense en championnat du Portugal.
Alors que son équipe vient d'être reléguée en deuxième division il fait ses débuts en équipe première lors de la saison 2021-22, avant de participer en 2022-23 à la remontée en première division principale après une absence de deux ans, jouant un total de 22 matchs et obtenant un statut de titulaire qu'il garde à l'échelon supérieur,.
Au terme de la saison 2023-24, il est même élu meilleur gardien de l'élite portugaise.

### Carrière en sélection
En octobre 2024, Ricardo Velho est convoqué pour la première fois avec l'équipe senior du Portugal, pour les matchs de Ligue des Nations contre la Pologne et l'Écosse, seul nouveau appelé au sein de la sélection de Cristiano Ronaldo, avec Samú Costa,.

## Palmarès
SC Farense
- Championnat du Portugal de deuxième division
  - Vice-champion en 2022-23